# ピアノ協奏曲第3番 (モーツァルト)
ピアノ協奏曲第3番 ニ長調 K.40は、ヴォルフガング・アマデウス・モーツァルトが編曲した3番目のピアノ協奏曲。第1番、第2番と同様、他者の作品の編曲である。

## 概要
第3番も、第1番から第4番までのピアノ協奏曲と同様、他者のソナタからの編曲で、西方への旅行から帰国した直後に第2番に続いて、1767年の7月にザルツブルクで作曲された。
第1楽章はレオンツィ・ホーナウアーのソナタ（作品2の1）の第1楽章、第2楽章はヨハン・ゴットフリート・エッカルトのソナタ（作品1の4）の第1楽章、第3楽章はカール・フィリップ・エマヌエル・バッハのチェンバロのための小品集の曲「ボヘミア人 "La Boehmer"」（Wq.117の26）の転用であるが、モーツァルトは恐らく、曲想に合わせてトランペットを加えた。
第1楽章のみモーツァルト自作のカデンツァ（K.624(626aII-c)）が残されている（第3楽章は原曲の曲調のためかカデンツァは付けられていない）。
手稿譜は他の3曲と共にクラクフのヤギェウォ大学に所蔵されている。

## 楽器編成
独奏ピアノ、オーボエ2、ホルン2、トランペット2、ヴァイオリン2部、ヴィオラ、バス

## 構成
3楽章の構成で、演奏時間は約13分。
- 第1楽章 アレグロ・マエストーソ、ニ長調、4分の4拍子
- 第2楽章 アンダンテ、イ長調、4分の2拍子
- 第3楽章 プレスト、ニ長調、8分の3拍子